# Тиудимир
Тиудимир (Thiudimir; † 474) е крал на остготите (469 – 474).

## Произход и управление
Тиудимир е от рода на амалите и син на Вандалар. Роднина е на Ерманарих. Има по-възрастен брат Валамир и по-млад брат, който се казва Видимир.
С Ерелиева има син Теодорих Велики. Тиудимир е арианин, докато майката на Теодорих Велики Ерелиева е католичка. Тя е наречена „конкубина“, което може би показва религиозната разлика, или и етническа разлика.
Тиудимир поема след смъртта на баща си трите панонски готски царства, в областта на Унгария/ Мизия, а частта на Валамир в Долна Славония е дадена на Теодорих.
Тиудимир воюва непрекъснато с гепидите и скирите, подчинявайки последните. Той напада с цел грабеж областите от Балкана до Константинопол.
През 473 г. Тиудимир и синът му Теодорих напускат Панония и създават свое царство в Македония, където Тиудимир през 474 г. умира. Теодорих Велики го наследява на трона.

## Деца
- Теодосис (Theodis) († 481)
- Теодимунд (Theodimund) (* 450 † 479), остготски принц и генерал
- Теодорих Велики от Ерелива (454; † 26 август 526)
- Амалафрида от Ерелива († 526); омъжена за Тразамунд крал на вандалите († 6 май 523)